# Szybcy i wściekli 10
Szybcy i wściekli 10 (ang. Fast X) –  amerykański film akcji. Za reżyserię odpowiada Louis Leterrier, a za scenariusz Dan Mazeau i Justin Lin. Jest to sequel filmu Szybcy i wściekli 9 (2021) i jedenasty pełnometrażowy film z serii Szybcy i wściekli. W głównych rolach wystąpią: Vin Diesel, Michelle Rodriguez, Jason Statham, Tyrese Gibson, Chris „Ludacris” Bridges, Jason Momoa, John Cena, Jordana Brewster, Nathalie Emmanuel, Sung Kang, Brie Larson, Alan Ritchson, Daniela Melchior, Scott Eastwood, Helen Mirren, Charlize Theron i Rita Moreno.
W listopadzie 2014 roku potwierdzono, że po Szybkich i wściekłych 7 (2015) powstaną jeszcze co najmniej trzy filmy z tej serii. W październiku 2020 roku ujawniono, że główna seria, znana jako The Fast Saga, zakończy się dziesiątą i jedenastą częścią, za którą odpowiadać będą Lin i Morgan, a główna obsada powróci do swoich ról. Oficjalny tytuł filmu został ujawniony w kwietniu 2022, po rozpoczęciu zdjęć.
Amerykańska premiera filmu Szybcy i wściekli 10 miała miejsce 19 maja 2023 roku, a światowa odbyła się 12 maja 2023 roku w Rzymie.

## Obsada
- Vin Diesel jako Dominic „Dom” Toretto, były przestępca i zawodowy kierowca wyścigów ulicznych, który przeszedł na emeryturę i zamieszkał z żoną Letty i synem Brianem Marcosem[1].
- Michelle Rodriguez jako Letty Ortiz, żona Doma, była kryminalistka i profesjonalna zawodniczka wyścigów ulicznych[1].
- Jason Statham jako Deckard Shaw, były wróg Doma, który po uratowaniu jego syna stał się członkiem jego zespołu[2].
- Tyrese Gibson jako Roman Pearce, były przestępca nałogowy, ekspert w wyścigach ulicznych i członek zespołu Doma[1].
- Chris „Ludacris” Bridges jako Tej Parker, mechanik z Miami i członek zespołu Doma[1].
- Jason Momoa jako Dante Reyes, syn Hernana Reyesa, szukający zemsty na Domie i jego ekipie za utratę rodzinnej fortuny podczas wydarzeń z filmu Szybcy i wściekli 5[3].
- John Cena jako Jakob Toretto, brat Doma i Mii[4].
- Jordana Brewster jako Mia Toretto, siostra Doma i Jakoba oraz członkini jego zespołu, która ustatkowała się wraz ze swoim partnerem, Brianem O’Connerem i dwójką ich dzieci[1].
- Nathalie Emmanuel jako Ramsey, brytyjska haktywistka komputerowa i członkini zespołu Doma[1].
- Sung Kang jako Han Lue, członek zespołu Doma, który upozorował swoją śmierć z pomocą Pana Nikt[1][5].
- Brie Larson jako Tess, córka Pana Nikt, która sprzymierza się z Domem i jego ekipą[6].
- Alan Ritchson jako Aimes, nowy lider agencji Pana Nikt[7].
- Daniela Melchior jako Isabel, brazylijska uczestniczka wyścigów ulicznych[8][9].
- Scott Eastwood jako Mały Nikt, rządowy agent organów ścigania, który pracował dla Pana Nikt[4].
- Helen Mirren jako Queenie, przywódczyni kobiecej milicji i matka Deckarda Shawa[10].
- Charlize Theron jako Szyfr, kryminalna mistrzyni i cyberterrorystka, która jest wrogiem zespołu Doma[1][5].
- Rita Moreno jako Abuelita Toretto, Babcia Doma, Jakoba i Mii[11].

Ponadto w filmie występują: Luis Da Silva Jr. jako Diogo, brazylijski kierowca uliczny, który sprzymierza się z Domem i jego ekipą, Michael Rooker jako Buddy, mechanik samochodowy, który był członkiem gangu ojca Doma oraz Leo Abelo Perry jako Brian Marcos, syn Doma.
Swoje role z wcześniejszych produkcji powtarzają Cardi B jako Leysa oraz Don Omar i Tego Calderón jako odpowiednio Rico Santos i Tego Leo, członkowie zespołu Doma.
W rolach cameo pojawiają się Meadow Walker, córka zmarłego Paula Walkera występującego w poprzednich filmach franczyzy, a także Dwayne Johnson i Gal Gadot, którzy powracają do swoich ról, odpowiednio Luke’a Hobbsa i Gisele Yashar.

## Produkcja

### Rozwój projektu

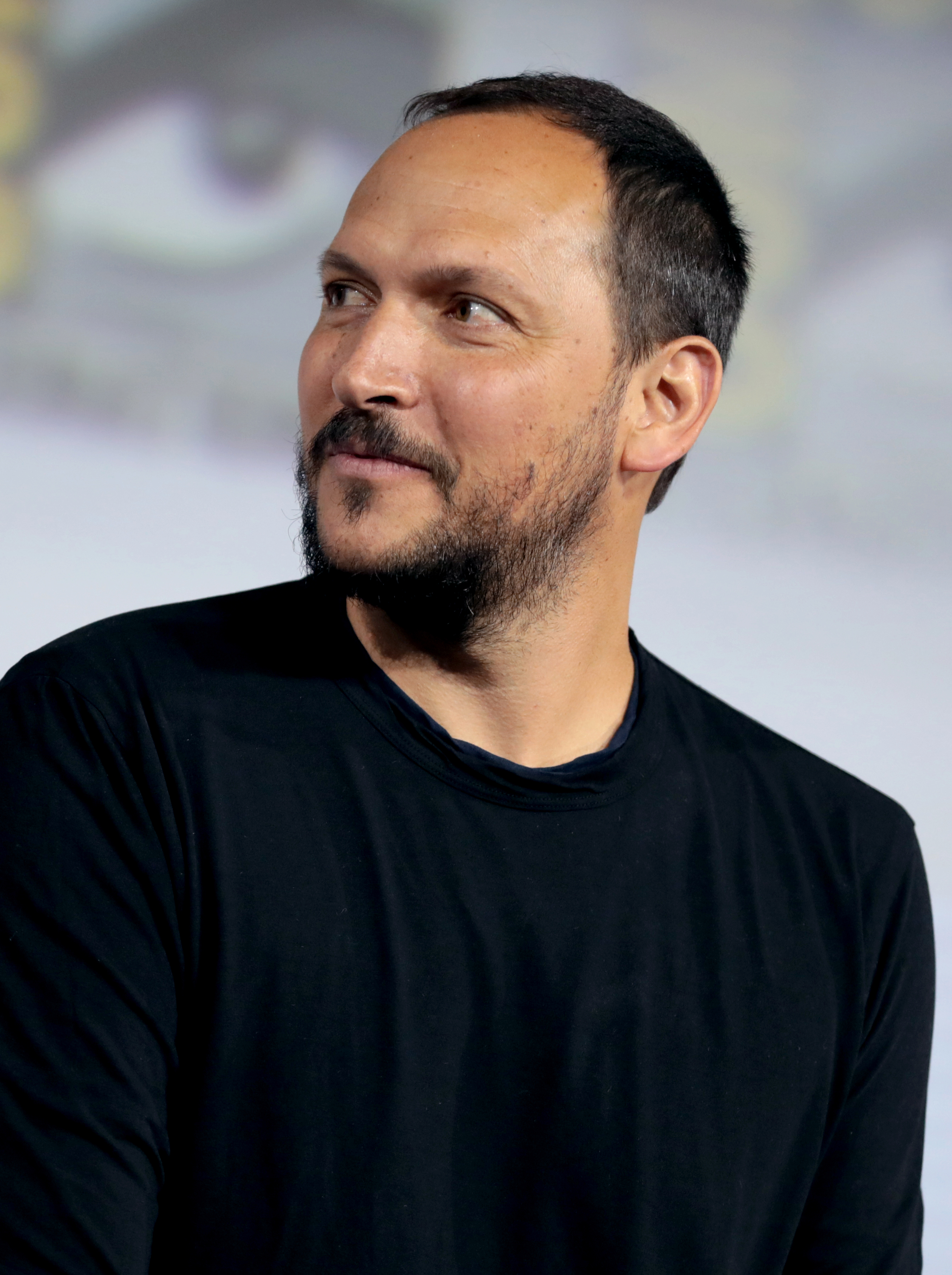
Louis Leterrier, reżyser filmu

W listopadzie 2014 szefowa Universal Pictures Donna Langley powiedziała, że po Szybkich i wściekłych 7 (2015) powstaną jeszcze co najmniej trzy filmy. W czerwcu 2021 Vin Diesel ujawnił, że Cardi B ponownie wcieli się w rolę Leysy w dziesiątej części, po tym jak postać zadebiutowała w filmie Szybcy i wściekli 9 (2021). Jeszcze w tym samym miesiącu Diesel ogłosił, że film zostanie podzielony na dwie części, które będą zwieńczeniem franczyzy, a zdjęcia główne rozpoczną się w styczniu 2022 roku i będą odbywać się równolegle. W styczniu 2022 roku Jason Momoa został obsadzony w roli czarnego charakteru. W marcu do obsady dołączyła Daniela Melchior w nieujawnionej roli, a w kwietniu tego samego roku Brie Larson. Reżyserem filmu początkowo miał być Justin Lin, jednak zrezygnował on z powodu różnic twórczych, a w jego miejsce zatrudniono Louisa Leterriera. Pozostał on jednak współautorem scenariusza wraz z Danem Mazeau.

### Zdjęcia
Zdjęcia główne rozpoczęły się 20 kwietnia 2022 roku, a zakończyły 19 sierpnia tego samego roku. Kręcono je m.in. w Londynie, Portugalii, Hiszpanii i we Włoszech.

### Casting
W kwietniu 2022 potwierdzono, że Michelle Rodriguez, Tyrese Gibson, Ludacris, Jordana Brewster, Nathalie Emmanuel, Sung Kang i Charlize Theron ponownie wcielą się w swoje role. Następnego dnia ogłoszono, że Michael Rooker ponownie zagra Buddy’ego z części dziewiątej. Na początku 2022 roku Jason Momoa został obsadzony w roli złoczyńcy, a do obsady dołączyli również Daniela Melchior, Brie Larson i Alan Ritchson.

## Wydanie
Amerykańska premiera filmu Szybcy i wściekli 10 miała miejsce 19 maja 2023 roku. W lutym 2016 roku Diesel ogłosił wstępne daty premiery dziewiątej i dziesiątej części. Ta ostatnia miała początkowo zadebiutować 2 kwietnia 2021 roku. Po opóźnieniu Szybcy i wściekli 9 z powodu pandemii COVID-19 data premiery dziesiątego filmu została przesunięta na czas nieokreślony. W czerwcu 2021 roku Diesel ogłosił, że nową datą premiery jest luty 2023 roku. W sierpniu tego samego roku oficjalnie ujawniono, że produkcja ukaże się 7 kwietnia 2023 roku. W grudniu przesunięto tę datę na maj 2023 roku.